# The Reel Me
The Reel Me è il terzo DVD, nonché secondo album di remix della cantante statunitense Jennifer Lopez, in formato EP, pubblicato il 18 novembre del 2003. Vi sono 16 video musicali della Lopez, più interviste sulla loro realizzazione.

## Tracce

### DVD
1. "If You Had My Love"
2. "No Me Ames" (duet with Marc Anthony)
3. "Waiting for Tonight" (Hex Hector Remix)
4. "Feelin' So Good" (featuring Big Pun e Fat Joe)
5. "Love Don't Cost a Thing"
6. "Play"
7. "I'm Real"
8. "I'm Real (Murder Remix)" featuring Ja Rule)
9. "Ain't It Funny"
10. "Alive"
11. "Ain't It Funny" (Murder Remix) featuring Ja Rule e Caddillac Tah)
12. "I'm Gonna Be Alright" (Track Masters Remix featuring Nas)
13. "Jenny from the Block" (featuring Styles P e Jadakiss)
14. "All I Have" (featuring LL Cool J)
15. "I'm Glad"
16. "Baby I Love U!"
17. "Outro"

### Tracce Bonus - CD
1. "Baby I Love U!" – 4:29
2. "Jenny from the Block" (Seismic Crew's Latin Disco Trip) – 6:41
3. "All I Have" (Ignorants Mix featuring LL Cool J) – 4:03
4. "I'm Glad" (Paul Oakenfold Perfecto Remix) – 5:47
5. "The One" (Bastone & Burnz Club Mix) – 7:40
6. "Baby I Love U!" (R. Kelly Remix) – 4:11
7. "I'm Glad" (Big Brovaz Mix) - 3:45